# 덕솔
덕솔(德率)은 백제의 제4품 관등으로, 260년 고이왕 27년 개혁으로 만들어졌다. 정원은 일정하지 않았다. 은화로 장식된 관과 자색의 관복을 착용했다. 덕솔의 관등을 가진 사람이 군장 역할과 지방관으로서 치안 업무를 맡았다.